# Plectiscidea blandita
Plectiscidea blandita är en stekelart som beskrevs av Rossem 1987. Plectiscidea blandita ingår i släktet Plectiscidea och familjen brokparasitsteklar. Inga underarter finns listade i Catalogue of Life.